# Rubén Companioni Blanco
Rubén Companioni Blanco   (Ciego de Ávila, 18 de maig de 1990) és un ciclista cubà, professional des del 2013. En el seu palmarès destaca la Joe Martin Stage Race del 2018. Abans de córrer en carretera va practicar ciclisme en pista, proclamant-se campió panamericà d'omnium el 2009.

## Palmarès
- 2011
  - Vencedor d'una etapa a la Volta a Costa Rica
- 2012
  - Vencedor d'una etapa a la Green Mountain Stage Race
- 2013
  - 1r al Madeira Criterium
- 2014
  - 1r al Tour de Miami
- 2015
  - CaroMont Criterium
- 2016
  - Vencedor d'una etapa a la Redlands Classic
- 2017
  - 1r al River Gorge Omnium i vencedor de 2 etapes
- 2018
  - 1r a la Joe Martin Stage Race i vencedor d'una etapa